# Ecoprático
Ecoprático é  um reality show de temática ambiental que estreou em abril de 2009 na TV Cultura. Em cada episódio, uma família da região metropolitana da cidade de São Paulo tem seus hábitos e sua casa analisados por especialistas em sustentabilidade. Uma vez detectados os problemas, o programa “proporciona mudanças físicas e comportamentais nos participantes - aumentando as eco-práticas da casa e da família".
Mais do que discutir conceitos teóricos sobre a sustentabilidade, o Ecoprático tem como intenção principal apresentar situações práticas, mais próximas do dia-a-dia das pessoas. O objetivo é mostrar soluções simples que gerem economia de recursos naturais, de energia e de dinheiro. Para isso, o programa utiliza dez "eco-critérios" que são estudados e otimizados nas casas visitadas: água, alimentação, atitude, bem-estar, consumo, ecossistema, energia, estrutura, resíduos e transporte.
A primeira temporada, apresentada por Anelis Assumpção e Peri Pane, estreou no dia 12 de abril de 2009, com a participação de Maria Zulmira de Souza no quadro Zuzu Responde. No total são 12 episódios, sendo 10 deles destinados à apresentação das famílias e outros 2 programas especiais. Ecoprático é uma criação de Dedo Verde e Planetária e produzido pela Selva Filmes.

## Lista de Episódios - 1.ª temporada[3]
| Episódio | Família       | Estreia             |
| -------- | ------------- | ------------------- |
| 01       | Lyrio         | 12 de abril de 2009 |
| 02       | Ferreira      | 19 de abril de 2009 |
| 03       | Semer         | 26 de abril de 2009 |
| 04       | Musa          | 3 de maio de 2009   |
| 05       | Ribas         | 10 de maio de 2009  |
| 06       | Valeri        | 17 de maio de 2009  |
| 07       | Lima          | 24 de maio de 2009  |
| 08       | Braga         | 31 de maio de 2009  |
| 09       | Matos         | 7 de junho de 2009  |
| 10       | Reis da Silva | 14 de junho de 2009 |
| 11       | Bate-papo     | 21 de junho de 2009 |
| 12       | Bate-papo     | 28 de junho de 2009 |